# Suối Cầu Kheo
Suối Cầu Kheo là một con suối đổ ra Ngòi Quẵng. Suối có chiều dài 13 km và diện tích lưu vực là 85 km². Suối Cầu Kheo chảy qua các tỉnh Hà Giang, Tuyên Quang.